# Last Order: Final Fantasy VII
Last Order: Final Fantasy VII (ラストオーダー -ファイナルファンタジーVII-, Rasuto Ōdā -Fainaru Fantajī Sebun-) (Última Ordem em português) é um OVA (Original Video Animation) produzido pela Square Enix e animado pela Madhouse lançado com o título Advent Pieces: Limited em 2005.  É um bónus da edição limitada norte americana do Final Fantasy VII: Advent Children. A OVA nunca não foi dublada para inglês, mas tem legendas em inglês. Last Order é parte integrante da Compilação de Final Fantasy VII, uma série de prequelas e sequelas do jogo original, Final Fantasy VII. Juntamente com Final Fantasy VII: Advent Children e Reminiscence of Final Fantasy VII, Last Order perfaz os actuais três elementos cinematográficos da Compilação do Final Fantasy VII.
Last Order enreda dois momentos anteriores à acção em Final Fantasy VII. Um desses momentos centra-se em Nibelheim e nas personagens Zack Fair, Cloud Strife, Sephiroth e Tifa Lockhart. O outro centra-se na fuga de Zack e Cloud das forças da Shinra. A anime sofre várias analepses e prolepses trocando o dois principais momentos da acção como se fossem recordações e reflexões do comandante dos Turks, Tseng, sobre os eventos de Nibelheim.